# Goldney
Goldney je priimek več oseb:
- Claude le Bas Goldney, britanski general
- Henry W. Goldney, britanski general